# Торткулак
Торткулак (каз. Төртқұлақ) — село в Жангалинском районе Западно-Казахстанской области Казахстана. Входит в состав Кызылобинского сельского округа. Код КАТО — 274045400.

## Население
В 1999 году население села составляло 189 человек (100 мужчин и 89 женщин). По данным переписи 2009 года, в селе проживало 218 человек (120 мужчин и 98 женщин).